# Людмиловка (Акмолинская область)
Людмиловка (каз. Людмиловка) — упразднённое село в Атбасарском районе Акмолинской области Казахстана. Входило в состав Новосельского сельского округа. Ликвидировано в 2006 году.

## География
Село располагалось в 20 км на север от города Атбасар, в 3 км на юго-запад от центра сельского округа села Новосельское.

## Население
В 1989 году население села составляло 136 человек (из них немцев 53%, русских 25%).
В 1999 году население села составляло 94 человека (45 мужчин и 49 женщин).
| Численность населения | Численность населения |
| 1989                  | 1999                  |
| --------------------- | --------------------- |
| 136                   | ↘94                   |